# Hertigdömet Berg
Berg var tidigare ett hertigdöme i westfaliska kretsen på östra Rhenstranden. Det tillhör idag förbundslandet Nordrhein-Westfalen.
Förfäderna till grevarna von Berg kallade sig först 1068 "vom Berge" och blev 1101 grevar. Deras stamborg var från början borgen Berge, som numera är en ruin i Altenberg i västra Tyskland. Omkring 1160 delades Berg i besittningarna Altena och Berg. 1225 utslocknade ätten på svärdssidan, och Henrik av Limburg ärvde Berg. Vilhelm II av Berg (död 1408) erhöll 1380 hertigvärdighet. Hans son, hertig Adolf I, förvärvade 1423 hertigdömet Jülich. Efter utslocknandet av huset Jülich-Berg 1511, följde furstar av huset Cleve. Sedan även dessa dött ut 1609, uppstod den tronföljdsstrid, efter vilka tronföljden i Jülich och Berg tillföll huset Pfalz-Neuburg.
Efter dess utslocknande kom landet 1742 till kurfursten Karl Theodor av Pfalz-Sulzbach, och 1799 till hertig Maximilian Josef av Pfalz-Zweibrücken.
1806 avträddes Berg till Frankrike, och Napoleon bildade därav ett storhertigdöme med huvudstaden Düsseldorf under Joachim Murat, vilken 1809 efterträddes av Ludvig, Napoleons brorson. I slutet av 1813 upplöstes storhertigdömet, och större delen tillföll Preussen.